# Jean-Michel Saive
Jean-Michel Saive es un retirado tenimesista belga, ex número uno del mundo en la clasificación de la ITTF. Es hijo de tenimesistas: su padre fue número 10 en el ranking belga y su madre obtuvo el campeonato belga en la modalidad de dobles cuando estaba embarazada de él.
A la edad de 13 años, Jean-Michel fue el cuarto jugador belga mejor situado de Bélgica y entró a formar parte del equipo nacional Belga. Desde 1985 que es el belga mejor posicionado en el ranking de la ITTF sin interrupción, siendo número uno del mundo desde el 9 de febrero de 1994 hasta el 8 de junio de 1995 y desde el 26 de marzo de 1996 hasta el 24 de abril del mismo año. 
Anunció su retiro como jugador profesional el 4 de diciembre de 2015.